# Шарль Обертюр
Чарльз Обертюр (фр. Charles Oberthür; 1845—1924) — французький ентомолог, який спеціалізувався на лускокрилих.

## Біографія
Шарль Обертюр народився в Ренні, був сином друкаря Франсуа-Шарля Обертюра та Марі Амелен, а також братом ентомолога Рене Обертюра. У віці шістнадцяти років він став працювати у сімейні друкарні, яка займалася, зокрема, друком поштових календарів і національних лотерейних квитків і швидко став хорошим літографом. У 1870 році він одружився з Луїзою Ле Рей.

### Політика
Деякий час Обертюр був членом муніципальної ради Ренна. Між 1900 і 1906 роками він працював першим заступником мера Ежена Піно. У 1906 році він балотувався як депутат від департаменту Іль і Вілен проти Рене Ле Еріссе та пана Жауена в першому виборчому окрузі округу Ренн. Він набрав непоганий результат у першому турі (8151 голос із 18380), але програв у другому турі 20 травня 1906 року (2172 голоси з 12014).

## Ентомологія
Обертюр з дитинства захопився комахами, зокрема завдяки впливу свого батька. Він зібрав свою першу колекцію комах у віці дев'ять років. Потім придбав колекції Жана Батиста Буадюваля (1799—1879), Ашілля Гене (1809—1880), Жана-Батиста Ежена Бельє де ла Шавіньєрі (1819—1888), Адольфа де Граслена (1802—1882), Констана Бара (1817—1884), Еммануеля Мартена (1827—1897), Антуана Бартелемі Жана Гіймо та Генрі Волтера Бейтса (1825—1892). Ця величезна колекція наприкінці його життя містила п'ять мільйонів зразків у 15 000 скляних коробках розміром 50 x 39 см. У 1916 році це була друга за величиною приватна колекція у світі.
Після смерті Обертюра його брат Рене отримав 55 000 метеликів-головчаків із колекції, яку він пізніше продав Британському музею природної історії у 1931 році. Решта колекції метеликів була продана в 1925 році. Зразки (переважно північноамериканські види) були придбані Вільямом Барнсом, а згодом отримані Національним музеєм природної історії (Вашингтон) у 1930 році після смерті Барнса. Метеликів махаонів придбав Девід Лонгсдон, чия велика колекція була передана Манчестерському музею в 1938 році після смерті Лонгсдона. Інші зразки, ймовірно, були придбані іншими ентомологами.

### Таксономія
Обертюр назвав сорок п'ять нових родів комах, сорок два з яких метелики. Велику кількість становили види з Північної Африки та Азії. У 1913 році він отримав премію Кюв'є від Французької академії наук.